# Higueruela
Higueruela es un municipio español situado al sureste de la península ibérica, en la provincia de Albacete, dentro de la comunidad autónoma de Castilla-La Mancha. En 2020 contaba con 1.135 habitantes según los datos oficiales del INE. Comprende las pedanías de Casa Aparicio, Casillas de Marín de Abajo y Oncebreros, esta última compartida con Hoya-Gonzalo.

## Geografía
Integrado en la comarca de Monte Ibérico-Corredor de Almansa, se sitúa a 46 kilómetros de la capital provincial. El término municipal está atravesado por la carretera autonómica CM-3209, que conecta con Bonete y Pozo-Lorente, y por carreteras locales que permiten la comunicación con Alpera, Hoya-Gonzalo y Corral-Rubio. El relieve del municipio es un altiplano manchego en el que destaca la sierra de Higueruela al oeste del territorio. La altitud oscila entre los 1245 metros (pico Molatón), al este del municipio,  y los 820 metros al sureste. El pueblo se alza a 1020 metros sobre el nivel del mar. 

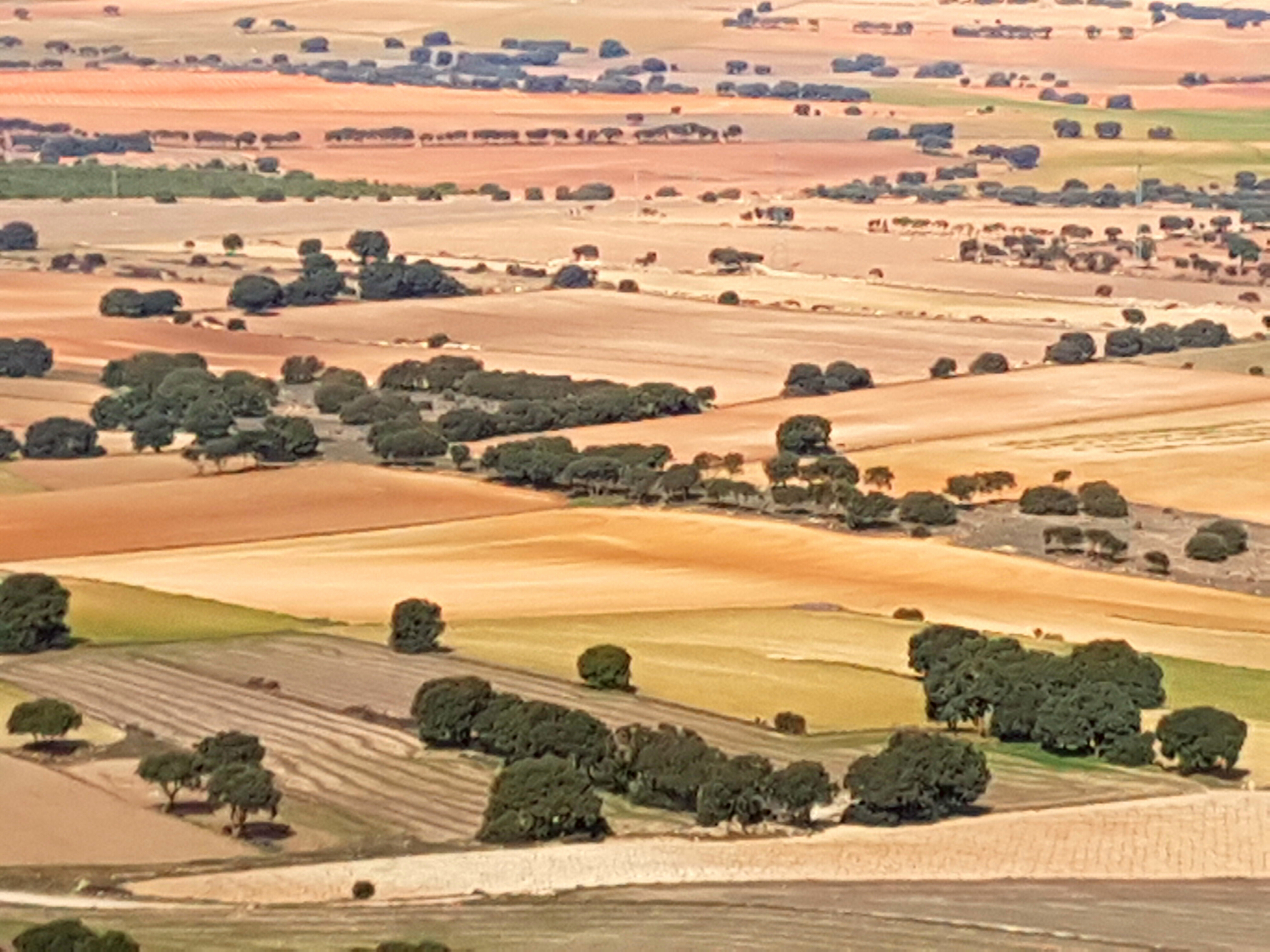
Vistas desde el Molatón

| Noroeste: Chinchilla de Montearagón y Casas de Juan Núñez | Norte: Pozo-Lorente            | Nordeste: Alatoz |
| Oeste: Hoya-Gonzalo                                       |                                | Este: Alpera     |
| Suroeste: Chinchilla de Montearagón                       | Sur: Chinchilla de Montearagón | Sureste: Bonete  |

La Laguna del Salobralejo está situada a pocos kilómetros de Higueruela en dirección al Villar de Chinchilla, a la altura de la estación de ferrocarril de la línea Madrid-Alicante. Esta laguna está rodeada por tres aldeas: El Salobralejo, la Casa de Justi y Emiliete.

## Historia
La historia de Higueruela se remonta al año 1350 aproximadamente. La comarca de la Mancha de Montearagón era una región abundante en bosques y con muy pocas poblaciones de importancia y, salvo Chinchilla de Montearagón, solo aldeas o pequeños caseríos, y los diversos señores feudales concedían privilegios para repoblar el territorio y así asegurar la frontera con el reino musulmán de Murcia. Aparentemente este fue el inicio de Higueruela, que se emancipó de Chinchilla de Monte-Aragón en el año 1820.

## Geografía humana

### Demografía
Cuenta con una población de 1142 habitantes (INE 2024).
| Gráfica de evolución demográfica de Higueruela entre 1842 y 2021                                                      |
| |
| Población de derecho según los censos de población del INE. Población de hecho según los censos de población del INE. |

### Economía
Sin ninguna duda, desde finales del siglo XX, Higueruela ha cambiado su paisaje físico de una manera indiscutible. Cuando se construyó su parque eólico era el 2º más grande del mundo y el más grande de Europa.
Se cuenta con una gran producción de cereal.
Los excelentes vinos que se producen en su término municipal pertenecen a la Denominación de Origen Almansa. Estos vinos son elaborados por dos bodegas, en especial por la Cooperativa Santa Quiteria. En este municipio la variedad de uva predominante es la garnacha tintorera. Algunos de estos vinos han obtenido varios premios a lo largo de la historia.

## Patrimonio
Cabe destacar la iglesia parroquial de Santa Quiteria. El templo es obra del académico don Lorenzo Alonso Franco y fue construida a finales del siglo XVIII en estilo neoclásico. Las obras artísticas que se conservan en el templo son una imagen de San Antonio de Padua obra de Roque López (discípulo de Salzillo) y una pequeña escultura gótico-renacentista de Santa Quiteria.

### Camino de Santiago de Levante
Desde finales del siglo XX fueron adquiriendo gran importancia la difusión de los diferentes Caminos de Santiago que atraviesan la provincia de Albacete, entre ellos el denominado Camino de Santiago de Levante. Este camino une la ciudad de Valencia con la de Zamora, donde se une con la Ruta Jacobea de la Plata, y recorre la provincia de Albacete desde Almansa hasta Minaya, pasando también por los términos municipales de Higueruela, Hoya-Gonzalo, Chinchilla de Monte-Aragón, Albacete, La Gineta y La Roda.

## Fiestas
Las fiestas mayores y más importantes se celebran del 21 al 24 de mayo, siendo el día más importante el día 22 de mayo, en honor a la patrona Santa Quiteria. Se realizan dos procesiones, debido a la existencia de dos imágenes de Santa Quiteria, siendo una el 22 de mayo por la mañana, con la imagen nueva de Santa Quiteria, y otra el 23 de mayo por la tarde, con la imagen vieja de Santa Quiteria.
Todos los sábados del mes de mayo se realizan festejos en torno a las fiestas, contando con la comida de las comisiones, la coronación de la corte de honor y la romería. El 15 de mayo se celebraría San Isidro.
El primer fin de semana de agosto las fiestas menores en el verano en honor de Santa Bárbara.
El día 26 de diciembre se toma por festivo en Higueruela, coincidiendo también con el día 25 de diciembre, Navidad.

## Alojamientos
Higueruela cuenta desde el año 2004 con un Hostal-Restaurante de dos estrellas.

## Libros sobre Higueruela
- Higueruela. Pasen sin llamar, de José Colmenero.
- Higueruela. Nuestra historia, de Juan Belmar del Rey.
- Al pan, pan... y al vino, vino, de José Colmenero.